# Melaleuca papillosa
Melaleuca papillosa là một loài thực vật có hoa trong Họ Đào kim nương. Loài này được Craven mô tả khoa học đầu tiên năm 1999.